# Apartamentowiec Thespian

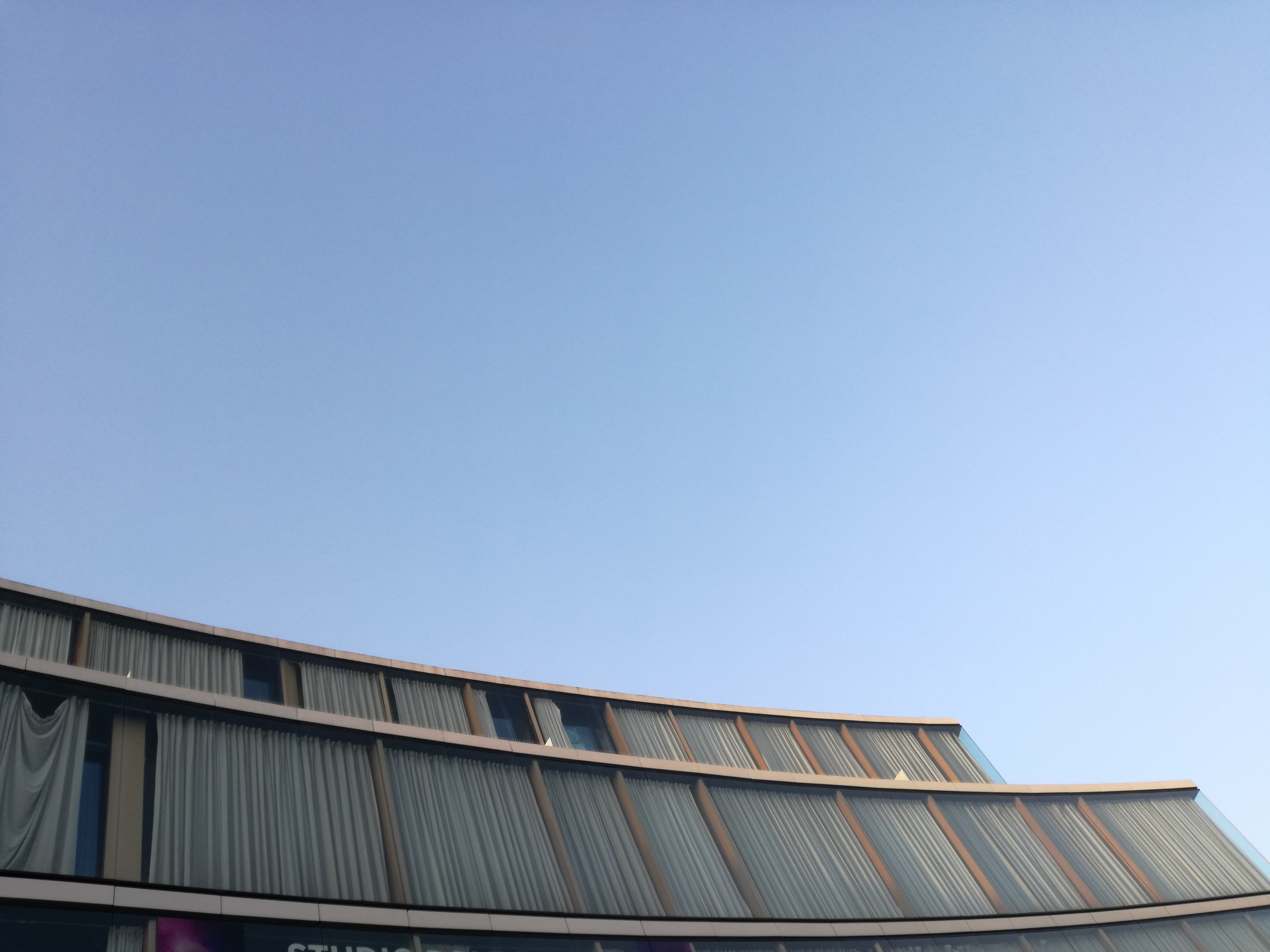
Fasada z cofnięciem

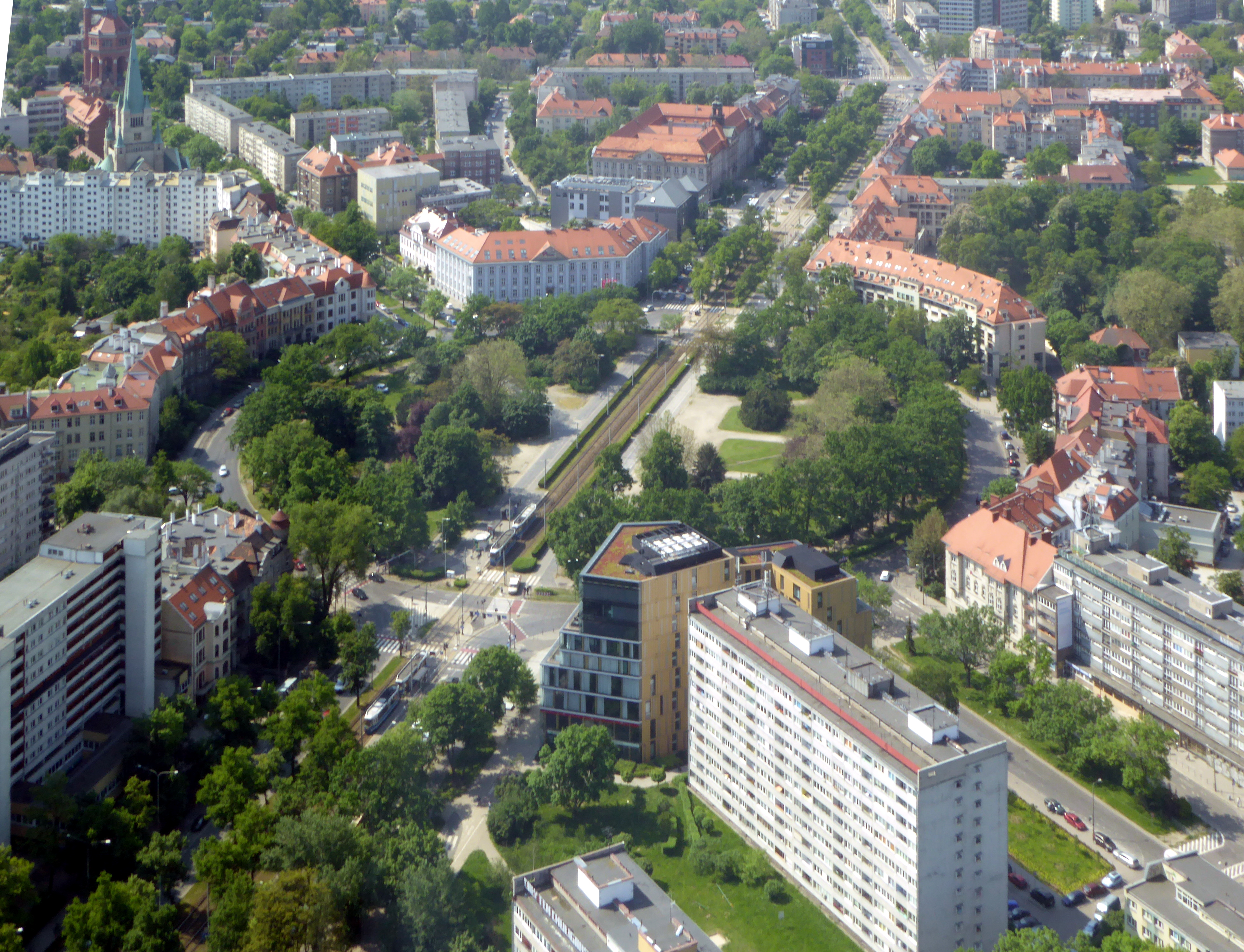
Plac, na dole za blokiem budynek Thespian

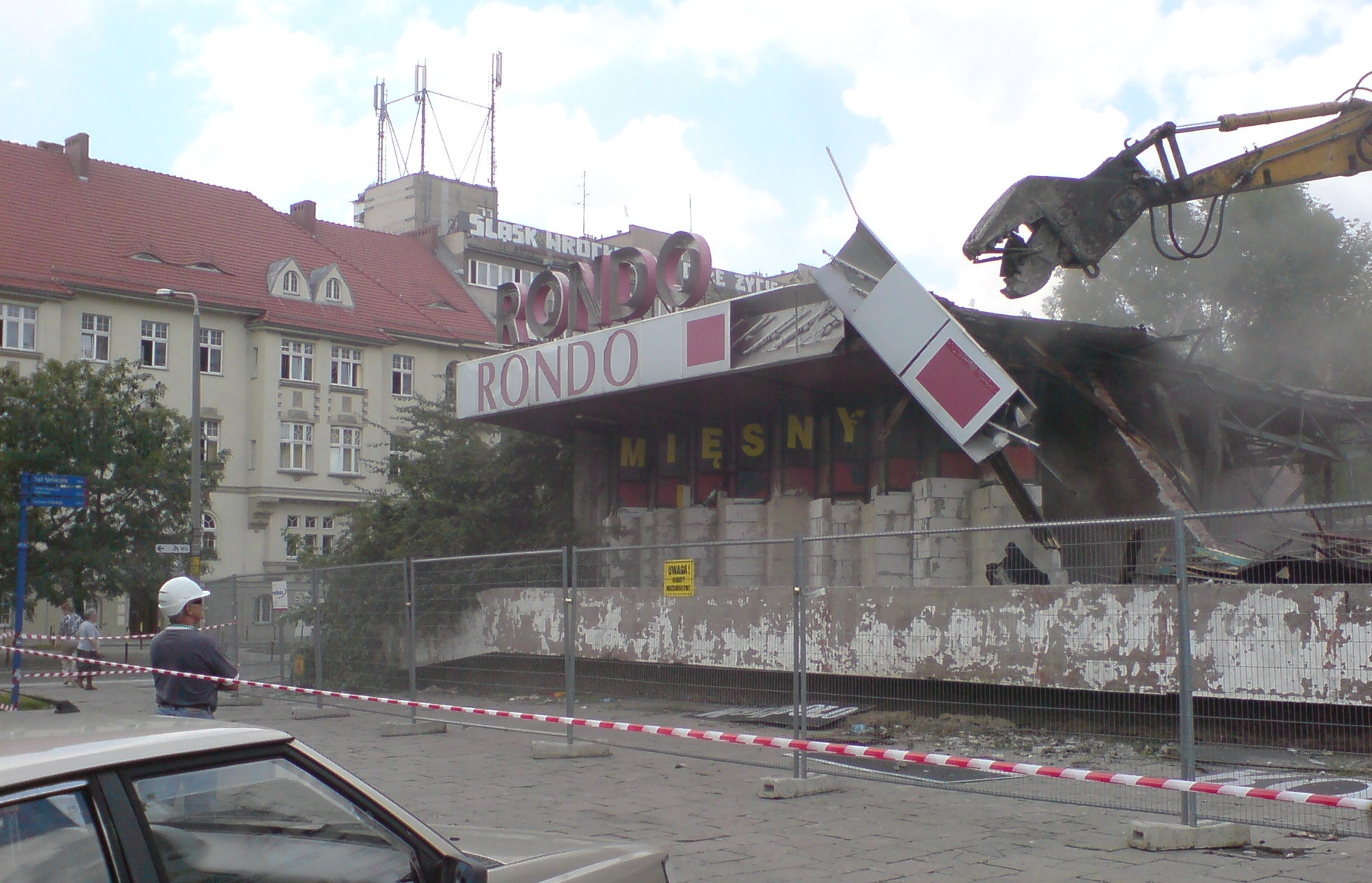
Rozbiórka pawilonu Rondo

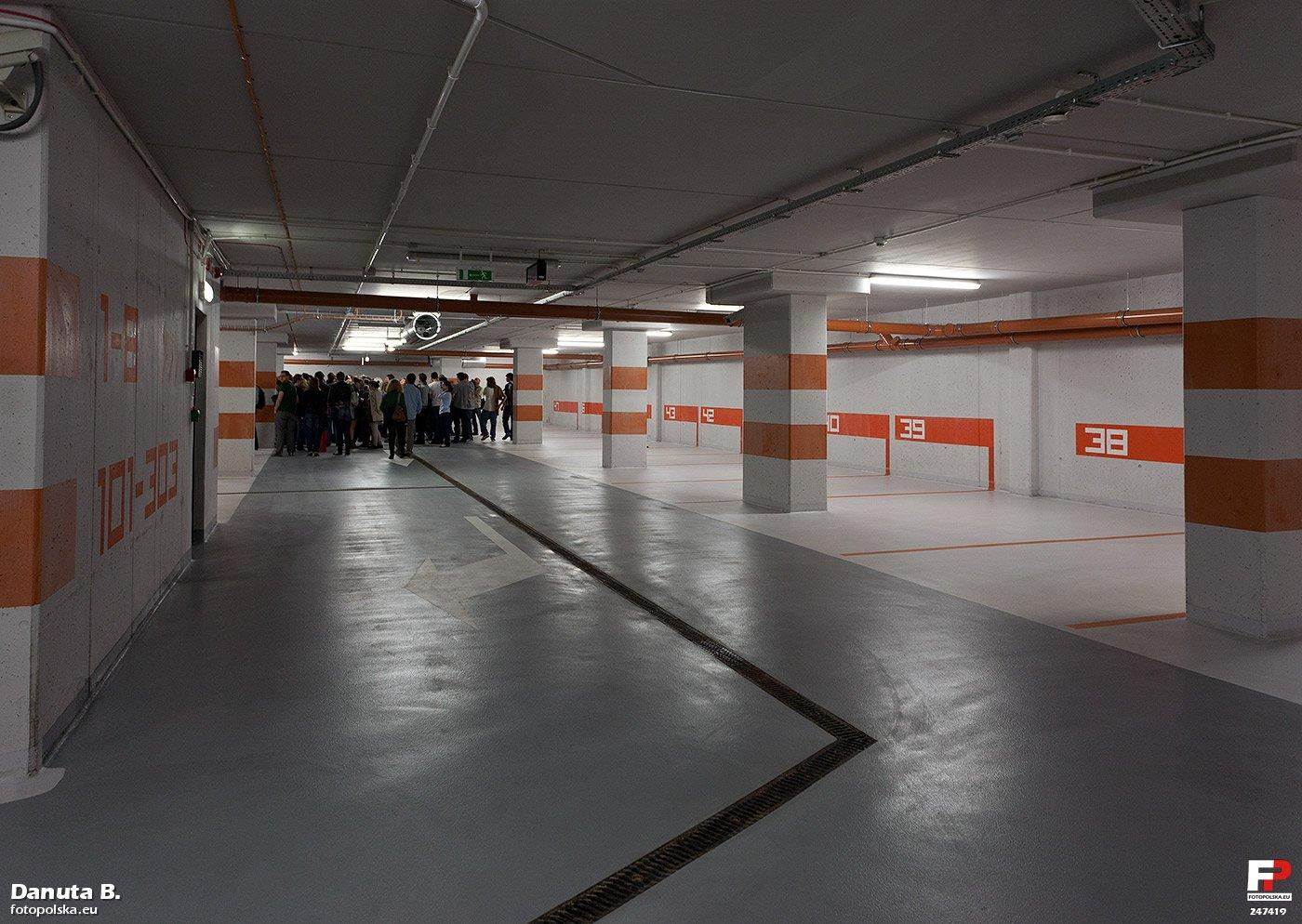
Garaż

Apartamentowiec Thespian – budynek mieszkalny o charakterze apartamentowca położony we Wrocławiu na osiedlu Powstańców Śląskich, przy placu Powstańców Śląskich 1. Budynek został zbudowany w miejscu istniejącego tu, powojennego pawilonu usługowego "Rondo". Powstawał w latach 2008–2011. Projekt został opracowany w zespole z pracowni Maćków Pracownia Projektowa. Budynek ma 9 kondygnacji nadziemnych i 2 podziemne. W budynku oprócz lokali mieszkalnych znajdują się także lokale użytkowe, w tym biurowe oraz handlowo-usługowe oraz garaże wielostanowiskowe. Architektura obiektu znajduje pozytywny oddźwięk szczególnie pod kątem zrównoważonego jej nawiązania zarówno do częściowo zachowanej, historycznej zabudowy placu, jak i do sąsiadujących wysokich bloków osiedla Południe. Pracownia projektowa otrzymała za ten projekt II nagrodę na Międzynarodowym Biennale dla Młodych Architektów Leonardo Award 2009 i inne wyróżnienia oraz nominacje tego projektu w różnych konkursach.

## Położenie i otoczenie
Budynek położony jest we Wrocławiu na osiedlu Powstańców Śląskich, w jednostce urbanistycznej Śródmieście Południowe. Adres budynku to plac Powstańców Śląskich 1 (kod pocztowy: 53-329). Względem samego placu leży po jego północnej stronie. Natomiast po stronie zachodniej względem budynku przebiega ulica Zaporoska, po stronie wschodniej ulica Powstańców Śląskich, a na północ od budynku znajduje się zespół bloków zabudowany w ramach Osiedla Południe sięgający ulicy Wielkiej. Lokalizację obiektu określa się jako prestiżową.
Część miasta, w której leży budynek, zaliczana jest do obszarów wielkich osiedli blokowych ale w bezpośrednim sąsiedztwie zabudowy osiedli kameralnych, ze znacznym lub dużym stopniem wykorzystania terenu oraz z dużą lub średnią gęstością zaludnienia. Obszary takie charakteryzują się przejrzystym układem przestrzennym, czytelnym i zrozumiałym układem geometrycznym ulic oraz bogatym programem funkcjonalnym. Teren ten charakteryzuje się także wyjątkowo korzystnym dostępem do infrastruktury komunikacyjnej, a w bezpośrednim sąsiedztwie budynku znajdują się przystanki zarówno tramwajowe jak i autobusowe dla linii komunikacyjnych w ramach wrocławskiej komunikacji miejskiej, zarówno dziennych, jak i nocnych.

## Historia
Obszar tzw. Przedmieścia Południowego, w obrębie którego położony jest budynek, w dwudziestoleciu międzywojennym był jednym z najbardziej reprezentacyjnych części miasta z najbogatszymi kamienicami i wyższym standardem zamieszkania. Osią całego założenia urbanistycznego była ulica Powstańców Śląskich, a ponadto koncepcję zagospodarowania terenu dopełniał duży plac – plac Powstańców Śląskich – i wybiegające z niego inne ulice, w tym o charakterze alei, między innymi dzisiejsza ulica Zaporoska. Projekt urbanistyczny w tym zakresie powstał w 1880 r. a jego realizacja nastąpiła do 1895 r.. Wokół placu powstała reprezentacyjna zabudowa pierzejowa, w tym kamienice, w nawiązaniu do przebiegu placu mającego kształt okręgu o średnicy około 220 m. Także teren na którym posadowiony jest budynek Thespian wówczas zabudowany był ciągłą pierzeją składającą się z kamienic zarówno od strony placu jak i wybiegających z niego ulic. W wyniku działań wojennych prowadzonych podczas oblężenia Wrocławia w 1945 r., jakie miało miejsce pod koniec II wojny światowej, obszar ten uległ zniszczeniu, szacunkowo w około 90%. W rejonie tym stosunkowo najwięcej zabudowy zachowało się w rejonie wymienionego placu, ale na omawianym terenie przedwojenna zabudowa nie zachowała się.
W okresie Polskiej Rzeczpospolitej Ludowej (PRL) przystąpiono w latach 60. XX wieku do budowy Osiedla Południe. Kontynuowano ją jeszcze w latach 70. XX wieku. Całe osiedle podzielone było na cztery części, przy czym teren na którym posadowiony jest budynek należał do osiedla Celina. Osiedle zaprojektowano jako modernistyczne w całkowitym oderwaniu od historycznej zabudowy. W kwartale zabudowy objętym placem Powstańców Śląskich oraz ulicami: Zaporoską, Wielką i Powstańców Śląskich, powstały wówczas między innymi trzy jedenastokondygnacyjne, wolnostojące bloki mieszkalne stanowiące północno-zachodnią pierzeję ulicy Powstańców Śląskich, a między nimi oraz placem zbudowano w 1969 r. pawilon handlowy, który otrzymał nazwę Rondo. W obiekcie mieścił się między innymi supermarket. Projektantem obiektu był Wacław Kamocki, a sam projekt pochodził z 1965 r.. Ówcześnie obiekt ten oceniano jako nowoczesny lecz w okresach późniejszych wskazywano także mankamenty, w tym między innymi niewłaściwą lokalizację i w szczególności oderwanie pod względem stylu tego obiektu od pozostałej zabudowy placu.
Po przemianach ustrojowych Polsce, w miejscu pawilonu handlowego zaplanowano realizację nowego obiektu. W 2007 r. wystąpiono o wydanie decyzji o warunkach zabudowy, którą uzyskano w 2008 r.. Stary obiekt został rozebrany w 2008 r.. W tym samym roku wykonano projekt budowlany i złożono wniosek o pozwolenie na budowę nowego obiektu, które uzyskano w 2009 r.. Inwestorem dla tej inwestycji była firma ING Real Estate Development Sp. z o.o., a menedżerem projektu Grontmij Polska. Projekt został opracowany we wrocławskiej pracowni architektonicznej – Maćków Pracownia Projektowa. W skład zespołu projektantów weszli: Zbigniew Maćków (główny projektant), Michał Zawadzki (architekt prowadzący), Maciej Kowaluk, Mariusz Maury, Michał Nykiel, Ewelina Zawadzka. Projekt konstrukcji budynku powstał natomiast w pracowni GP Konstruktor.
Budowa budynku rozpoczęła się w styczniu 2010 r., w maju 2010 r. zakończono stan zero budynku, a stan surowy zamknięty planowano osiągnąć na koniec 2010 r.. Zakończenie budowy miało miejsce w 2011 r., przy czym pozwolenie na użytkowanie uzyskano w maju, ale jeszcze prowadzono prace nad aranżacją wnętrz. Generalnym wykonawcą obiektu była firma budowlana Eiffage Budownictwo Mitex. Koszt całej inwestycji wyniósł około dziewięćdziesięciu milionów złotych. Projekt obejmował także uporządkowanie i urządzenie najbliższego otoczenia budynku, w tym między innymi takie elementy jak chodnik, ścieżka rowerowa, lampy, ławki i klomby. Koszty tej części zadania wynosiły około jednego miliona złotych. Wykonano także miniaturę budynku. Została ona odlana w brązie, w skali 1:100. Ustawiono ją obok budynku, od strony ulicy Powstańców Śląskich.
W biurach swoją działalność prowadziły między innymi firmy z branży prawniczej, medycznej i finansowej. W budynku otwarto także Konsulat Honorowy Republiki Litewskiej. Swoją siedzibę znalazła tu Wyższa Szkoła Kształcenia Zawodowego.

## Charakterystyka
Budynek klasyfikowany jest wg Klasyfikacji Środków Trwałych (KŚT) jako m – budynek mieszkalny (110). Jego cechy predysponują go do stosowanego w publikacjach określenia jako apartamentowiec, a położone w nim lokale mieszkalne określane są apartamentami. Oprócz podstawowej funkcji mieszkalnej w budynku przewidziano także funkcje dodatkowe obejmujące biura, lokale handlowo-usługowe oraz garaże wielostanowiskowe. Pod względem wysokości jest to budynek średniowysoki. Ma 9 kondygnacji nadziemnych, a także dwie kondygnacje podziemne. Powierzchnia użytkowa budynku wynosi 11.753 m², w tym 7.070 m² w części nadziemnej, a w jej ramach łączna powierzchnia apartamentów położonych na kondygnacjach od trzeciej do ósmej wynosi 3.980 m², biur to 2.150 m², a powierzchnia lokali handlowo-usługowych obejmuje 940 m². Kubatura budynku obejmuje 38.725 m³, a powierzchnia całkowita 15.263 m². Natomiast powierzchnia zabudowy budynku wynosi 1.492 m² (1.540 m²). W budynku powstało 32 apartamenty o powierzchniach od około 50-70 m² do 230 m², o wysokości około 3 m, oraz 79 miejsc postojowych na dwóch podziemnych poziomach parkingu.
Budynek położony jest na dwóch działkach gruntu o łącznym geometrycznym, a także ewidencyjnym polu powierzchni wynoszącym 2.201 m². Nieruchomość stanowi współwłasność należącą zarówno do osób fizycznych jak i innych osób prawnych. Tworzą oni wspólnotę mieszkaniową, dla której przyjęto nazwę: Wspólnota Mieszkaniowa THESPIAN.

## Architektura, odbiór, opinie
Styl architektoniczny obiektu określa się jako nawiązujący do modernizm. W opiniach dotyczących budynku zwraca się szczególną uwagę na takie jego ukształtowanie, że obiekt stanowi bardzo udane, nawiązanie oraz skuteczny łącznik między zróżnicowaną zabudową z jednej strony samego placu, a z drugiej strony osiedla południowego. Oba bowiem te obszary różnią się znacząco zarówno w zakresie układu urbanistycznego i architektury, jak i skali budynków położonych przy jednej z ważniejszych (najważniejszej) osi (i arterii komunikacyjnej) w mieście (ulica Powstańców Śląskich). Takie ukierunkowanie prac nad tym projektem zadeklarowane jest zresztą na stronie internetowej pracowni projektowej, w której powstały koncepcje stanowiące postawę zrealizowanego obiektu. Rozwiązanie to uzyskano przede wszystkim dzięki zróżnicowaniu wysokości obiektu. I tak od strony placu, zachowując skalę pozostałej jego zabudowy, budynek ma w płaszczyźnie fasady cztery kondygnacje, a dalej za wyraźnym cofnięciem sześć kondygnacji. Sam kształt budynku i fasady skutecznie nawiązuje do otaczającej plac zabudowy. Efekt ten uzyskano między innymi poprzez łukowo ukształtowany front, zgodny z kształtem placu i pierzei go otaczających, oraz sposób ukształtowania bryły z wysokim cokołem, obejmującym dwie pierwsze kondygnacje, podkreślonym zagęszczonymi podziałami pionowymi. Ponadto wyraźnie zaznaczono strefę wejścia do obiektu. Istotnym elementem jest także tarasowe zwieńczenie budynku, które w zamyśle nawiązuje do obwiedni gzymsów i kalenic budynków położonych wokół placu. Jej charakter wskazuje na elitarne przeznaczenie luksusowego obiektu, co koresponduje zarówno z przeznaczeniem budynku jak i historyczną zabudową placu. Uznaje się, że jest to współczesna interpretacja eleganckiej i szykownej kamienicy, która udanie uzupełnia zabudowę równie eleganckiego placu. Jednak zastosowane środki do osiągnięcia tego efektu w porównaniu z historyczną zabudową są inne. Nie wprowadzono tu bogatych ornamentów czy detali. Zamiast tego nośnikiem luksusu są wysokiej jakości materiały, standard wykonania, olbrzymie przeszklenia otwierające wnętrza na otoczenie, podzielone poziomo wykonanymi ze szlachetnego betonu wąskimi gzymsami oraz pionowo drewnianymi przegrodami nieregularnie rozmieszczonymi na elewacjach. Dalej bryła budynku obejmuje dziewięciokondygnacyjną wieżę stanowiącą dominantę nad północno-wschodnim skrzydłem budynku, która skalną stanowi wspomniany wyżej urbanistyczny łącznik między niską zabudową placu, a wysokimi blokami osiedla Wrocław-Południe. Ponadto pozwala ona racjonalnie wykorzystać cenną działkę budowlaną. Pozytywny wydźwięk mają także tyle elewacje licowane panelami w dwu barwach: złotej i srebrnej. Wytyczono tu także kameralny, wykończony drewnianymi panelami dziedziniec.
W budynku zastosowano indywidualnie zaprojektowaną elewację dwuwarstwową. Takie rozwiązanie wymuszone został bardzo głośnym otoczeniem budynku przy równoczesnym dążeniu projektantów do otwarcia obiektu na miasto i przylegającą zieleń. Źródłem uciążliwości dźwiękowych są w tym przypadku przede wszystkim otaczające obiekt arterie komunikacyjne z bardzo dużym natężeniem ruchu ulicznego. Elewację tę tworzą dwie płaszczyzny szkła ujętego w ślusarce aluminiowej. Obie płaszczyzny umieszczone w odległości 60 cm od siebie. Ponadto w części biurowej w przestrzeni pomiędzy nimi zainstalowane zostały aluminiowe żaluzje, a części mieszkalnej tekstylne zasłony. Wybrano dla nich kolor biały. Przesłony te mają przede wszystkim funkcję przeciwsłonecznej osłony pomieszczeń, a także razem w podwójnym przeszkleniem poprawiają właściwości termiczne całej fasady. Są wyposażone w funkcję zdalnego sterownia. W niektórych opiniach wyraża się pogląd, że zaproponowany przez architektów ten ruchomy element fasady sprawia, iż elewacja budynku nigdy nie jest taka sama, dzięki efektowi przyjemnego rozbijanie i różnicowania jej rysunku.
Lokale w części mieszkalnej budynku to luksusowe apartamenty. Są tu mieszkania mniejsze typu studio o powierzchniach od 60 m² do większych apartamentów z powierzchnią wynoszącą około 200 m². Pośród nich wyróżniają się niektóre dodatkowymi elementami podnoszącymi funkcjonalność. Przykładowo w programie użytkowym części mieszkalnej znajduje się na szóstym piętrze apartament o powierzchni około 150 m² z tarasem o powierzchni 150 m². Z tarasu roztacza się panorama na miasto i na wypełniony zielenią plac Powstańców Śląskich. Według cennika z 2010–2011 roku cena lokalu mieszkalnego wynosiła 14-15 tysięcy złotych za 1 m². Najdroższy z apartamentów kosztował ówcześnie 2,5 miliona złotych. W wykończeniach wnętrz części wspólnych dominuje kamień naturalny i drewno oraz tynki szlachetne.

## Wyróżnienia
Za projekt tego budynku architekci otrzymali w 2009 r. II nagrodę na Międzynarodowym Biennale dla Młodych Architektów Leonardo Award 2009. Wydarzenie to towarzyszyło VII Narodowemu Festiwalowi Architektury Mińsk 2009. Z innych wyróżnień można wymienić nagrodę dla dewelopera roku – Diament Architektury 2010, nagrodę II stopnia w konkursie organizowanym przez Polski Związek Inżynierów i Techników Budownictwa „Budowa Roku 2010” w kategorii budownictwa mieszkalnego, pierwsze miejsce w zestawieniu najlepszych budynków polskich 2011 r. w ramach polskiego oddziału międzynarodowego forum o architekturze Skyscrapercity.com, o żartobliwym określeniu – ranking „Miss Polski”, oraz Grand Prix w konkursie architektonicznym „Piękny Wrocław”, edycja XXII z 2011 r. w kategorii budynek mieszkalny wielorodzinny, organizowanym przez Towarzystwo Miłośników Wrocławia i Prezydenta Wrocławia. Został także nominowany do międzynarodowej nagrody Budynek Roku 2011 (World Building of the Year 2011) przyznawanej przez Światowy Festiwal Architektury we Wrocławiu, w którym został zakwalifikowany do finału konkursu, oraz do Nagrody Architektonicznej tygodnika „Polityka” za 2011 r. (2012 r.).

### Apartamentowiec Thespian
- Apartamentowiec "Thespian" [online], fotopolska.eu, ID: b23524 [dostęp 2023-08-18] (pol.).
- Apartamentowiec Thespian [online], dolny-slask.org.pl (Wratislaviae Amici), ID: 555024 [dostęp 2023-08-18] (pol.).
- Thespian - apartamentowiec [online], wikimapia.org [dostęp 2023-08-18] (pol.).
- THESPIAN – BUDYNEK APARTAMENTOWO-USŁUGOWY – MAĆKÓW PRACOWNIA PROJEKTOWA [online], archinea.pl [dostęp 2023-08-29] (pol.).

### Pawilon usługowy "Rondo"
- Pawilon usługowy "Rondo" [online], fotopolska.eu, ID: 9715 [dostęp 2023-08-18] (pol.).
- Pawilon handlowo - usługowy Rondo (dawny) [online], dolny-slask.org.pl (Wratislaviae Amici), ID: 547006 [dostęp 2023-08-18] (pol.).